# Bazincourt-sur-Saulx
Bazincourt-sur-Saulx település Franciaországban, Meuse megyében. Lakosainak száma 142 fő (2022. január 1.). Bazincourt-sur-Saulx Brillon-en-Barrois, Haironville, Lavincourt, Montplonne és Rupt-aux-Nonains községekkel határos.

## Népesség
A település népességének változása:
| Lakosok száma | 148  | 148  | 154  | 147  | 147  | 147  | 145  | 144  | 142  |
|               | 2013 | 2015 | 2016 | 2017 | 2018 | 2019 | 2020 | 2021 | 2022 |